# 香港五十元紙幣

渣打銀行於1993年至2002年間發行的香港50元紙幣

五十元紙幣是現時流通的香港紙幣之一，面額為50港元，目前分別由香港3所發鈔銀行發行。作用主要是輔助20元紙幣，所以發行量較少。根據香港金融管理局發佈的《2020年年報》，五十元紙幣佔流通銀行紙幣10.9%，略高於發行量最少的一千元紙幣（佔9.5%）。

## 歷史
50元紙幣早在19世紀中已由當時的3間發鈔銀行──香港上海匯理銀行（即後來的香港上海滙豐銀行）、印度新金山中國渣打銀行（即後來的渣打銀行）、印度倫敦中國三處匯理銀行（即後來的有利銀行）發行，至1941年香港淪陷為止。戰後初期匯豐銀行沿用戰前樣式印製，但僅有1947年版。

滙豐銀行於1968年至1983年間發行的香港50元紙幣

直到1968年，滙豐銀行才發行新版本的50元紙幣，設計以藍色為主調，而渣打銀行也在1970年起發行藍色的50元紙幣。自1985年起，兩間發鈔銀行的50元紙幣除了縮小面積外，也改以紫色印刷。在1993年，因應香港主權移交日期漸近，兩間發鈔銀行更改了原本帶有英國色彩的鈔票設計，但顏色沒有不同。到了1994年，中國銀行香港分行（即後來的中銀香港）也加入發行紫色的50元紙幣。

渣打銀行於1979年至1982年間發行的香港50元紙幣

然而，香港金融管理局在2002年發行了紫色的10元紙幣，3間發鈔銀行為了避免市民混淆，在2003年重新設計50元紙幣時，也一併改以綠色為主色，當中渣打銀行2003及2010版的50元紙幣不再採用當時沿用了23年的「獅子踏球」圖案，改用舊版20元鈔票的「贔屓」圖案。由於中國銀行和渣打銀行對回收舊鈔採用強制回收的政策，因此渣打銀行和中銀發行的舊版紫色50元紙幣已極少流通。
2018年7月24日，香港金融管理局及3間發鈔銀行宣布發行新版50元鈔票，以香港蝴蝶品种为主题。并于2020年1月14日与20元同时推出。

## 紙幣暱稱

### 匯豐銀行發行
- 1927-1934年，1947年：飛輪，女人踏著一個有翅膀的輪子
- 1968-1983年：藍屋，紙幣是藍色，背面有當時匯豐銀行的大樓
- 1985-1992年：紫龍船，紙幣背面有新匯豐銀行總行和賽龍舟的比賽

### 渣打銀行發行
- 1970-1975年：藍精靈，紙幣幾乎全淺藍色，顏色似卡通人物藍精靈
- 1979-1982年：獅子踩波，有一隻獅子踏著球而得名
- 1985-1992年：長棍獅子，紙幣左邊的條形較長和有一隻獅子
- 1993-2002年：短棍獅子，紙幣左邊的條形較短和有一隻獅子

### 有利銀行發行
1935-1941年：法官頭，紙幣中的人像，髮型與法官相似

## 現時一般流通的五十元紙幣
| 發鈔銀行  | 發鈔銀行 | 滙豐銀行                                | 渣打銀行             | 中銀香港                 |
| 尺寸      | 尺寸     | 148mm x 74mm                            | 148mm x 74mm         | 148mm x 74mm             |
| 2003 系列 | 正面圖案 | 銅獅「施迪」（Stitt）                   | 赑屃                 | 中銀大廈                 |
| 2003 系列 | 正面圖案 |                                         |                      |                          |
| 2003 系列 | 反面圖案 | 大嶼山鳳凰山、寶蓮寺                    | 1890年的香港海港景象 | 尖沙咀鐘樓、香港文化中心 |
| 2003 系列 | 反面圖案 |                                         |                      |                          |
| 2010 系列 | 正面圖案 | 銅獅「施迪」（Stitt），香港汇丰总行大厦 | 赑屃                 | 中銀大廈，洋紫荆花       |
| 2010 系列 | 正面圖案 |                                         |                      |                          |
| 2010 系列 | 反面圖案 | 元宵节猜灯谜                            | 三簧锁，银行金库大门 | 东平洲                   |
| 2010 系列 | 反面圖案 |                                         |                      |                          |
| 2018 系列 | 正面圖案 | 銅獅「施迪」，汇丰大厦                  | 渣打銀行大廈         | 中銀大廈，洋紫荆花       |
| 2018 系列 | 正面圖案 |                                         |                      |                          |
| 2018 系列 | 反面圖案 | 蝶舞花間                                | 蝶舞花間             | 蝶舞花間                 |
| 2018 系列 | 反面圖案 |                                         |                      |                          |

### 滙豐銀行
| 版本 | 發行年份     | 發行資料 | 簽署                                           | 流通情況   |
| ---- | ------------ | -------- | ---------------------------------------------- | ---------- |
| 1985 | 1985年1月1日 | AA-AF    | 總經理：雷興悟（Peter Wrangham）               | 已退出流通 |
| 1985 | 1986年1月1日 | AF-AH    | 總經理：雷興悟（Peter Wrangham）               | 已退出流通 |
| 1985 | 1987年1月1日 | AH-AP    | 總經理：雷興悟（Peter Wrangham）               | 已退出流通 |
| 1985 | 1988年1月1日 | AP-AX    | 執行董事：雷興悟（Peter Wrangham）             | 已退出流通 |
| 1985 | 1989年1月1日 | AX-BA    | 總經理：施偉富（Paul Selway-Swift）            | 已退出流通 |
| 1985 | 1990年1月1日 | BA-BM    | 總經理：施偉富（Paul Selway-Swift）            | 已退出流通 |
| 1985 | 1991年1月1日 | BM-BS    | 總經理：施偉富（Paul Selway-Swift）            | 已退出流通 |
| 1985 | 1992年1月1日 | BS-CC    | 總經理：施偉富（Paul Selway-Swift）            | 已退出流通 |
| 1993 | 1993年1月1日 | AA-AM    | 執行董事：施偉富（Paul Selway-Swift）          | 已退出流通 |
| 1993 | 1994年1月1日 | AN-CR    | 執行董事：施偉富（Paul Selway-Swift）          | 已退出流通 |
| 1993 | 1995年1月1日 | CS-DD    | 執行董事：施偉富（Paul Selway-Swift）          | 已退出流通 |
| 1993 | 1996年1月1日 | DE       | 執行董事：施偉富（Paul Selway-Swift）          | 已退出流通 |
| 1993 | 1997年1月1日 | DF       | 總經理：林紀利（Christopher Patrick Langley）  | 已退出流通 |
| 1993 | 1997年7月1日 | AA-AB    | 總經理：林紀利（Christopher Patrick Langley）  | 已退出流通 |
| 1993 | 1998年1月1日 | AC-AY    | 總經理：林紀利（Christopher Patrick Langley）  | 已退出流通 |
| 1993 | 2000年1月1日 | AZ-BQ    | 總經理：柯清輝                                 | 已退出流通 |
| 1993 | 2001年1月1日 | BR-CF    | 總經理：柯清輝                                 | 已退出流通 |
| 1993 | 2002年1月1日 | CF-DS    | 總經理：柯清輝                                 | 已退出流通 |
| 2003 | 2003年7月1日 | AA-AT    | 總經理：柯清輝                                 | 現較少流通 |
| 2003 | 2005年1月1日 | AU-BR    | 執行董事：王冬勝                               | 現較少流通 |
| 2003 | 2006年1月1日 | BS-CM    | 執行董事：王冬勝                               | 現較少流通 |
| 2003 | 2007年1月1日 | CN-DF    | 執行董事：王冬勝                               | 現較少流通 |
| 2003 | 2008年1月1日 | DF-DT    | 執行董事：王冬勝                               | 現較少流通 |
| 2003 | 2009年1月1日 | EA-FR    | 執行董事：王冬勝                               | 現較少流通 |
| 2010 | 2010年1月1日 | AA-BP    | 執行董事：王冬勝                               | 流通中     |
| 2010 | 2012年1月1日 | BQ-CS    | 行政總裁：王冬勝                               | 流通中     |
| 2010 | 2013年1月1日 | CT-ED    | 行政總裁：王冬勝                               | 流通中     |
| 2010 | 2014年1月1日 | EE-FE    | 行政總裁：王冬勝                               | 流通中     |
| 2010 | 2016年1月1日 | FF-HM    | 行政總裁：王冬勝                               | 流通中     |
| 2018 | 2018年1月1日 | AA-CE    | 行政總裁：王冬勝                               | 流通中     |
| 2018 | 2020年1月1日 | CF-DV    | 行政總裁：王冬勝                               | 流通中     |
| 2018 | 2023年1月1日 | DW-FX    | 聯席行政總裁：廖宜建、羅銘哲（Surendra Rosha） | 流通中     |

### 渣打銀行
| 版本 | 發行年份     | 發行資料   | 簽署                                                                            | 流通情況   |
| ---- | ------------ | ---------- | ------------------------------------------------------------------------------- | ---------- |
| 1979 | 1979年1月1日 | A          | 香港總經理：白朗（William Brown）、會計總監：A.G. Gledhill                      | 已退出流通 |
| 1979 | 1981年1月1日 | A-B        | 香港總經理：白朗（William Brown）、財務總管：J.A.M. Docherty                    | 已退出流通 |
| 1979 | 1982年1月1日 | B-D        | 地區總經理：白朗（William Brown）、財務總管：J.A.M. Docherty                    | 已退出流通 |
| 1985 | 1985年1月1日 | A-B        | 地區總經理：白朗（William Brown）、財務總管：麥華禮（Mark Waller）              | 已退出流通 |
| 1985 | 1987年1月1日 | B-C        | 地區總經理：麥健時（John McKenzie）、地區財務總管：麥華禮（Mark Waller）        | 已退出流通 |
| 1985 | 1988年1月1日 | C-E        | 地區總經理：麥健時（John McKenzie）、地區財務總管：麥華禮（Mark Waller）        | 已退出流通 |
| 1985 | 1990年1月1日 | E-F        | 總經理：賈世德（Ronald Carstairs）、地區財務總管：麥華禮（Mark Waller）         | 已退出流通 |
| 1985 | 1991年1月1日 | F-H        | 總經理：賈世德（Ronald Carstairs）、財務總監：麥華禮（Mark Waller）             | 已退出流通 |
| 1985 | 1992年1月1日 | H-J        | 地區總經理：黎恪義（Anthony Willilam Nicolle）、財務總監：麥華禮（Mark Waller） | 已退出流通 |
| 1993 | 1993年1月1日 | A          | 地區總經理：黎恪義（Anthony Willilam Nicolle）、財務總監：麥華禮（Mark Waller） | 已退出流通 |
| 1993 | 1994年1月1日 | B-E        | 總經理：黎恪義（Anthony Willilam Nicolle）、財務主管：麥華禮（Mark Waller）     | 已退出流通 |
| 1993 | 1995年1月1日 | F-J        | 總經理：華禮信（Ian Ramsay Wilson）、財務主管：不詳                             | 已退出流通 |
| 1993 | 1996年1月1日 | K-M        | 總經理：華禮信（Ian Ramsay Wilson）、財務主管：Paul Turner                      | 已退出流通 |
| 1993 | 1997年1月1日 | N-P        | 總經理：華禮信（Ian Ramsay Wilson）、財務主管：Paul Turner                      | 已退出流通 |
| 1993 | 1997年7月1日 | A-B        | 總經理：華禮信（Ian Ramsay Wilson）、財務主管：Paul Turner                      | 已退出流通 |
| 1993 | 1998年1月1日 | Q-V        | 行政總裁：戴維思（Evan Mervyn Davies）、財務主管：David Chang                   | 已退出流通 |
| 1993 | 1999年1月1日 | W-Y、AA-AC | 行政總裁：戴維思（Evan Mervyn Davies）、財務主管：David Chang                   | 已退出流通 |
| 1993 | 2000年1月1日 | AD-AJ      | 行政總裁：戴維思（Evan Mervyn Davies）、財務主管：David Chang                   | 已退出流通 |
| 1993 | 2001年1月1日 | AK-AQ      | 總經理兼行政總裁：王冬勝、財務總監：馮隆春                                      | 已退出流通 |
| 1993 | 2002年1月1日 | AR-AW      | 總經理兼行政總裁：王冬勝、財務總監：馮隆春                                      | 已退出流通 |
| 2003 | 2003年7月1日 | AA-CQ      | 董事：王冬勝、財務總監：馮隆春                                                  | 現較少流通 |
| 2010 | 2010年1月1日 | AA-AL      | 行政總裁：洪丕正、財務總監：馮隆春                                              | 流通中     |
| 2010 | 2012年1月1日 | AM-AR      | 行政總裁：洪丕正、財務總監：華實廉（Saleem Razvi）                              | 流通中     |
| 2010 | 2013年1月1日 | AS-BA      | 行政總裁：洪丕正、財務總監：林傅聰                                              | 流通中     |
| 2010 | 2014年1月1日 | BB-BV      | 行政總裁：洪丕正、財務總監：林傅聰                                              | 流通中     |
| 2010 | 2016年1月1日 | BW-DE      | 行政總裁：陳秀梅、財務總監：林傅聰                                              | 流通中     |
| 2018 | 2018年1月1日 | AA-AS      | 行政總裁：禤惠儀、財務總監：侯綺雯                                              | 流通中     |
| 2018 | 2020年1月1日 | AT-BF      | 行政總裁：洪丕正、財務總監：龐維哲（Gregory John Powell）                       | 流通中     |
| 2018 | 2023年1月1日 | BG-BN      | 行政總裁：洪丕正、財務總監：華實廉（Saleem Razvi）                              | 流通中     |

### 中銀香港
| 版本 | 發行年份     | 發行資料 | 簽署                   | 流通情況   |
| ---- | ------------ | -------- | ---------------------- | ---------- |
| 1994 | 1994年5月1日 | AA       | 香港分行總經理：周振興 | 已退出流通 |
| 1994 | 1996年1月1日 | AD-AK    | 香港分行總經理：羊子林 | 已退出流通 |
| 1994 | 1997年7月1日 | AK-AP    | 香港分行總經理：羊子林 | 已退出流通 |
| 1994 | 1998年1月1日 | AP-AV    | 香港分行總經理：劉金寶 | 已退出流通 |
| 1994 | 1999年1月1日 | AV-BF    | 香港分行總經理：劉金寶 | 已退出流通 |
| 1994 | 2000年1月1日 | AA-BF    | 香港分行總經理：劉金寶 | 已退出流通 |
| 2003 | 2003年7月1日 | AA-AP    | 總裁：和廣北           | 現較少流通 |
| 2003 | 2005年1月1日 | AP-AY    | 總裁：和廣北           | 現較少流通 |
| 2003 | 2006年1月1日 | AZ-BK    | 總裁：和廣北           | 現較少流通 |
| 2003 | 2007年1月1日 | BK-BV    | 總裁：和廣北           | 現較少流通 |
| 2003 | 2008年1月1日 | BW-CG    | 總裁：和廣北           | 現較少流通 |
| 2003 | 2009年1月1日 | CH-DH    | 總裁：和廣北           | 現較少流通 |
| 2010 | 2010年1月1日 | AA-AH    | 總裁：和廣北           | 流通中     |
| 2010 | 2012年1月1日 | AJ-AN    | 總裁：和廣北           | 流通中     |
| 2010 | 2013年1月1日 | AP-AZ    | 總裁：和廣北           | 流通中     |
| 2010 | 2014年1月1日 | BA-BX    | 總裁：和廣北           | 流通中     |
| 2010 | 2015年7月1日 | BY-DH    | 總裁：岳毅             | 流通中     |
| 2018 | 2018年1月1日 | AA-AW    | 總裁：高迎欣           | 流通中     |
| 2018 | 2021年1月1日 | AX-BJ    | 總裁：孫煜             | 流通中     |
| 2018 | 2023年1月1日 | BK-DE    | 總裁：孫煜             | 流通中     |